# تهذيب سنن أبي داود
كتاب تهذيب سنن أبي داود صَنَّفَه محمد بن أبي بكر بن أيوب ابن قيم الجوزية (ت: 833 هـ)، وهو من الكتب التي خدمت كتاب: «سنن أبي داود»، اعتنى المؤلف في الكتاب بعلم علل الحديث تصحيحًا وتضعيفِا، وباستنباط الأحكام الفقهية، وتحرير مسائل الخلاف، والجمع بين الأحاديث التي قد يوهم ظاهرها التعارض.
وأصل هذا الكتاب: تهذيب لـ«مختصر سنن أبي داود» للمنذري، فقد أتى عليه من أوله إلى آخره مهذبًا ومختصرًا، ومضيفًا إليه ومستدركِا عليه، كما شرح فيه كثيرًا من أحاديث سنن أبي داود وبين عللها ورجالها، كما حرر الأحكام الشرعية المستنبطة منها، ويغلب على مباحثه علم علل الحديث وعلم الفقه، مع مباحث في علم الأصول والقواعد واللغة والحديث والتاريخ.
ومما يزيد من أهمية الكتاب: أن ابن القيم من علماء المسلمين المهتمين بعلم الحديث ورجاله وعلله، يقول عنه الذهبي: «وعني بالحديث ومتونه ورجاله، وكان يشتغل في الفقه ويجيد تقريره وفي النحو ويدريه وفي الأصلين».
إلا أن كتاب ابن القيم لم يصلنا كما تركه مؤلفه، بل الذي وصل هو تجريده الذي صنعه محمد بن أحمد السعودي، حيث جرد كلام المؤلف الذي زاده على كلام المنذري في «مختصره»، وله طبعات عديدة، وأبرزها: طبعة دار عطاءات العلم في ثلاثة مجلدات.

## زمن تأليف الكتاب
ابتدأ تأليفه في رجب سنة 732هـ، وانتهى منه في آخر شوال من السنة نفسها. قال ابن القيم: «ووقع الفراغ منه في الحجر شرفه الله تعالى، تحت ميزاب الرحمة في بيت الله، آخر شوال سنة اثنتين وثلاثين وسبع مئة، وكان ابتداؤه في رجب من السنة المذكورة».

## الموضوع العام للكتاب
الكتاب تهذيب لـ«مختصر سنن أبي داود» للمنذري (ت: 656هـ). حيث إنَّ المؤلف إبّان إقامته بمكة المكرمة أتى على هذا المختصر من أوله إلى آخره مهذبا ومختصرا، ومضيفا إليه ومستدركا عليه، يقول ابن القيم: «فهذبته [أي: مختصر المنذري] نحو ما هذب به الأصل، وزدت عليه من الكلام على علل سكت عنها أو لم يكملها، والتعرض إلى تصحيح أحاديث لم يصححها، والكلام على متون مشكلة لم يفتح مقفلها، وزيادة أحاديث صالحة في الباب لم يشر إليها، وبسط الكلام على مواضع جليلة لعل الناظر المجتهد لا يجدها في كتاب سواه».
وقد شرح فيه مؤلفه كثيرًا من أحاديث سنن أبي داود وبين عللها ورجالها، كما حرر الأحكام الشرعية المستنبطة منها، يغلب على مباحثه علم علل الحديث وعلم الفقه، مع مباحث في علم الأصول والقواعد واللغة والحديث والتاريخ.

## تجريد التهذيب
لم يصل كتاب ابن القيم إلينا كما كتبه، وإنما وصل إلينا تجريده الذي صنعه محمد بن أحمد السعودي، ويتميز هذا التجريد بالآتي:
1. أنه أخذ ما زاده ابن القيم على كلام المنذري، مع سقط قليل من كلام ابن القيم.
2. ذكر من كلام المنذري ما قوي اتصاله بكلام ابن القيم فلم يمكن فهمه إلا بذكره عقبه.
3. نقل السعودي مقدمة وخاتمة ابن القيم لتهذيبه بتمامه.

## منهجه في الكتاب
1. يبدأ ابن القيم غالبا بما ذكره المنذري من تخريج الحديث والكلام على علله باختصار وتصرف، ثم يضيف إليه ما يقتضيه المقام من الشرح والاستدراك والتذييل. وقد يأخذ بعض ما ذكره المنذري في شرح الحديث فيضمنه كلامه مع الزيادة والتحرير، ويسوق ذلك كله مساقا واحداً دون تمييز لما زاده. وقد يصرح المؤلف بنسبة بعض الكلام إلى المنذري إذا لم يرتضه، أو أراد أن يتعقبه، أو كان من استقراء المنذري لئلا ينسبه إلى نفسه.
2. العناية في كثير من الأبواب بالجمع بين الأحاديث التي قد يوهم ظاهرها التعارض.
3. تحرير مسائل الخلاف وذكر أدلتها والترجيح بينها.

## مميزات الكتاب
يتميز كتاب تهذيب سنن أبي داود بالمميزات التالية:
1. ذكر علل الأحاديث والكلام عليها تصحيحا وتضعيفا، على طريقة أئمة الحديث في النقد والتعليل والتصحيح مع التنبيه على خطأ طريقة الفقهاء المتأخرين في عدم التفاتهم إلى العلل.
2. تحرير المسائل المختلف فيها بين الفقهاء وذكر مآخذهم ومناقشة أدلتهم.
3. ما فيه من البحوث الفقهية والعقدية والحديثية التي أطال المؤلف فيها النَّفَس فأسهب في المناقشة والتقرير والاستدلال والترجيح والتحرير.
4. العناية بالجمع بين الأحاديث التي قد يوهم ظاهرها التعارض.
5. ما حفظ من أسانيد الحديث وروايات أحمد بن حنبل، وأقوال ابن تيمية التي لم تصل إلينا.[5]

## طبعات الكتاب
طبع هذا الكتاب طبعات عديدة وهي كما يلي:
1. طبع في الهند سنة 1305هـ بهامش شرح «غاية المقصود» لشمس الحق العظيم آبادي. ومعه أيضا مختصر سنن أبي داود، لكنها طبعة غير كاملة.
2. طبعة السنة المحمدية بعناية الشيخ محمد حامد الفقي والشيخ أحمد محمد شاكر سنة 1357هـ في ثمانية مجلدات مع «مختصر السنن» للمنذري، و«معالم السنن» للخطابي، وذلك على نفقة الملك عبد العزيز آل سعود رحمهم الله.
3. طبعة بحاشية «عون المعبود» وهي في اثني عشر مجلدا، بعناية عبد الرحمن محمد عثمان، نشرته مكتبة السلفية بالمدينة النبوية سنة 1388هـ.
4. طبعة بتحقيق د. إسماعيل بن غازي مرحبا عن دار المعارف بالرياض في خمس مجلدات، سنة 1428هـ.
5. طبعة بتحقيق محمد صبحي حلاق، عن دار المعارف بالرياض في ثلاثة مجلدات، نشرت سنة 1432هـ.
6. طبعة دار عالم الفوائد بمكة المكرمة في ثلاث مجلدات: الأول بتحقيق علي بن محمد العمران، والمجلدان الثاني والثالث: بتحقيق نبيل السندي، نشرت سنة 1437هـ.
7. ثم أعيد طبعه من قبل: دار عطاءات العلم بالرياض، وهي آخر طبعات الكتاب.